# Атиляно
Атиля̀но (на италиански: Attigliano) е село и община в Централна Италия, провинция Терни, регион Умбрия. Разположено е на 95 m надморска височина. Населението на общината е 1967 души (към 2010 г.).